# François Coty

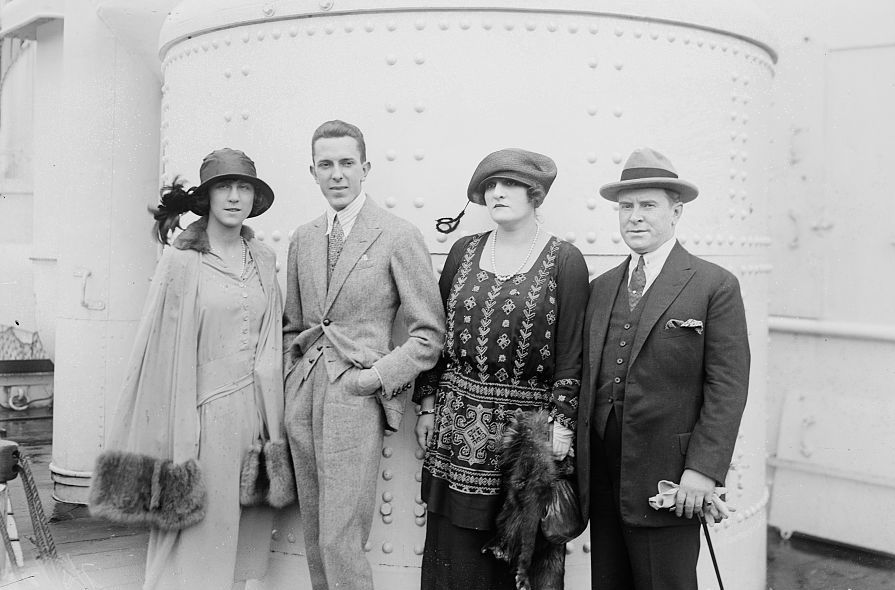
Coty și Paul Dubonnet în 1918, împreună cu soțiile lor

François Coty (născut Joseph Marie François Spoturno; 3 mai 1874 – 25 iulie 1934) a fost un parfumier și om de afaceri francez. El a fost fondator Compania Coty Inc. în 1904, are în prezent sediul la New York.

## Primii ani
Joseph Marie François Spoturno s-a născut pe 3 mai 1874, în Ajaccio, Corsica. El era un descendent al Isabellei Bonaparte, o mătușă de-a lui Napoleon Bonaparte.:9 Părinții lui erau Jean-Baptiste Spoturno și Marie-Adolphine-Françoise Coti, ambii descendenți ai coloniștilor genovezi care fondaseră orașul Ajaccio în secolul al XV-lea. Ei au murit de timpuriu, iar tânărul François a fost crescut de străbunica lui, Marie Josephe Spoturno, și după moartea ei, de bunica lui, Anna Maria Belone Spoturno, care locuia la Marsilia.:39
După ce a petrecut câțiva ani în serviciul militar, François a întâlnit un compatriot corsican pe nume Emmanuel Arène. Politician, scriitor și viitor senator, Arène a devenit mentorul lui François, oferindu-i o slujbă la Paris ca secretar. François s-a căsătorit la Paris cu Yvonne Alexandrine Le Baron și și-a luat un nume mai franțuzesc, Coty, inspirat dina numele de fată al mamei sale. El l-a cunoscut, de asemenea, pe Raymond Goery, un farmacist care producea și vindea parfumuri în magazinul său din Paris. Coty a învățat meseria de parfumier de la Goery și a creat primul său parfum, Cologne Coty.:49

## Parfumier
Prin intermediul lui Arène, Coty l-a cunoscut pe Antoine Chiris, senator și membru al familiei Chiris, veche producătoare și distribuitoare de parfumuri. În fabricile Chiris din Grasse, Coty a studiat parfumeria și a început să lucreze la un parfum intitulat La Rose Jacqueminot.:61 La întoarcerea sa la Paris în 1904, Coty a început să-și vândă parfumurile prin magazine, buticuri, saloane de coafură, dar a avut inițial puțin succes. Norocul lui s-a schimbat atunci când a scăpat o sticlă de La Rose Jacqueminot pe o tejghea din Grands Magasins du Louvre, un magazin parizian. Atrași de miros, clienții se învârteau în zonă, dorind să cumpere parfumul. Întregul stoc al lui Coty a fost vândut în câteva minute și magazinul i-a oferit un spațiu pentru a-și distribui produsele.:14 Succesul lui La Rose l-a făcut milionar pe Coty și l-a consacrat ca un jucător important în industria parfumurilor.

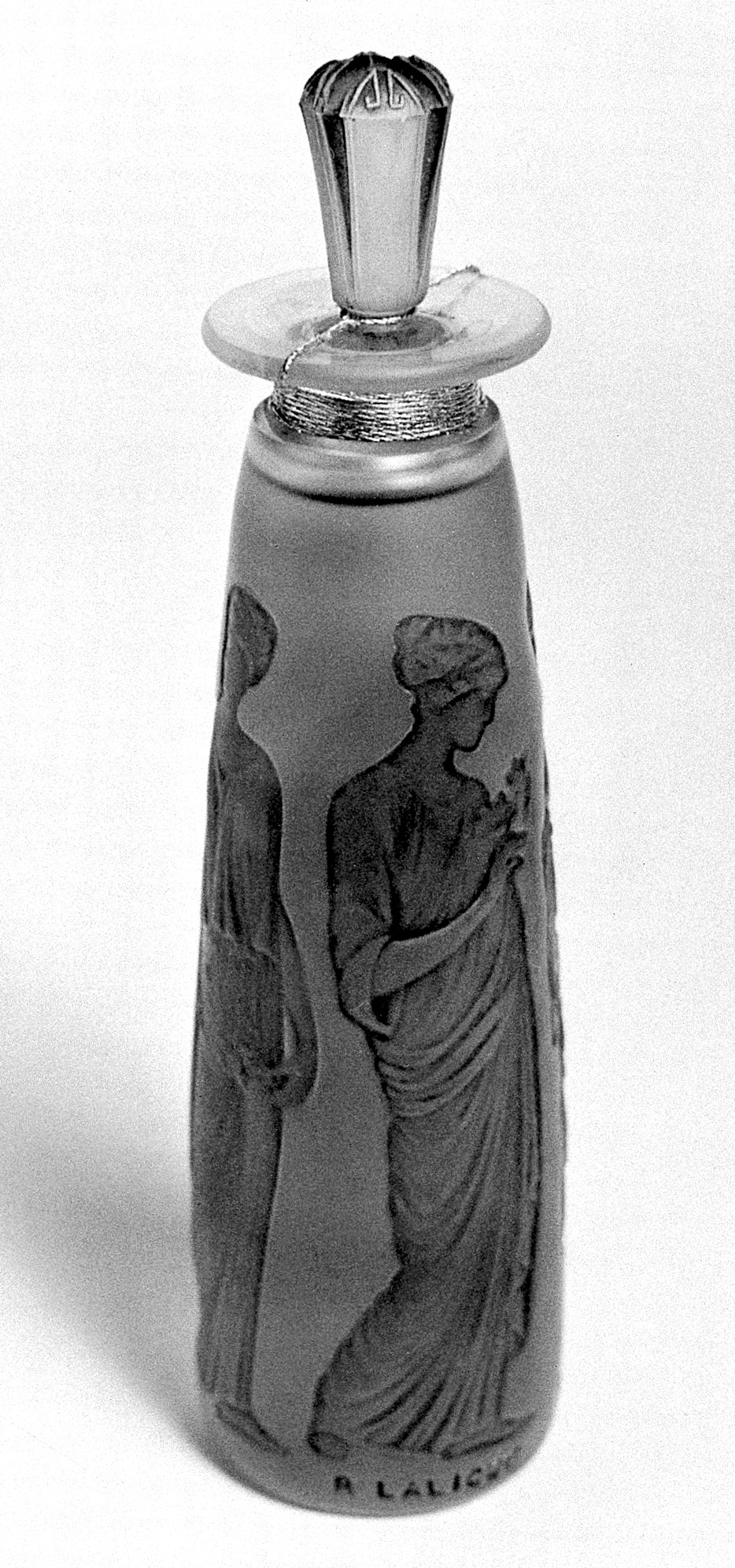
Lalique Ambre antique - Coty (circa 1910)

Coty a fost atât un parfumier talentat, cât și un comerciant strălucit. El a fost primul care a înțeles că o sticluță atractivă contribuia la succesul comercial al parfumului. Deși La Rose a fost distribuit într-o sticluță din cristal de Baccarat, colaborarea cea mai faimoasă a lui Coty a fost cu marele ceramist și bijutier René Lalique. Lalique a proiectat sticluțe pentru primele parfumuri ale lui Coty, precum Ambre Antique și L'Origan, care au devenit mărci de succes. De asemenea, el a proiectat etichetele pentru parfumurile Coty, care erau tipărite pe foițe cu un fundal aurit cu litere în relief. Modelele lui Lalique erau create în stil Art Nouveau, stil care a fost răspândit în acea perioadă, și conțineau teme clasice în stil Art Nouveau precum natură, flori și figuri feminine.:261
În afară de activitatea sa de pionierat în ceea ce privește modelarea formei sticluțelor, Coty s-a preocupat ca parfumul să fie disponibil pe o piață cât mai largă. Înaintea lui Coty, parfumul era considerat un produs de lux, accesibil doar celor foarte bogați. Coty a fost primul care a oferit parfumuri la game diferite de prețuri. Parfumurile sale scumpe, în sticluțe Lalique și Baccarat, erau adresate pieței de lux, dar el a vândut, de asemenea, parfum în sticluțe mai mici și mai simplu, care erau accesibile femeilor din clasa muncitoare și din clasa de mijloc. Sticluțele de parfum Coty, deși produse în masă, erau atent proiectate pentru a transmite o imagine de lux și de prestigiu. Coty a inventat, de asemenea, a inventat ideea de set de parfumuri, o cutie-cadou ce conținea parfum, pudră, săpun, cremă și produse cosmetice.

Coty și-a prezentat propria sa abordare a afacerii, atunci când a spus:

Dă-i unei femei cel mai bun produs realizat, ambalează-l într-un recipient perfect, frumos în simplitatea sa, dar cu un gust impecabil, cere-i un preț rezonabil pentru el și vei fi asista la nașterea unei afaceri de o dimensiune pe care lumea nu a mai văzut-o niciodată.:100

În 1908, Coty a mutat său sediul fabricii sale la Suresnes, la marginea Parisului. El a achiziționat proprietăți în zonă și a început să construiască ceea ce va deveni „La cité des Parfums”, un mare complex de laboratoare și fabrici care produceau parfumurile sale. „La cité” a avut 9.000 de angajați și avea capacitatea să producă până la 100.000 de sticluțe pe zi. Acest lucru i-a permis lui Coty să satisfacă cererea în creștere pentru produsele sale în Franța și în străinătate.
După Primul Război Mondial, cererea pentru parfum francez a crescut într-un ritm rapid. Mulți soldați americani se aflau în Franța în timpul războiului și au adus cu ei parfumuri Coty pentru soțiile și rudele lor. Coty și-a dat seama de importanța pieței americane și a început să-și distribuie produsele în Statele Unite ale Americii.:260,261
În 1921, cu ajutorul lui Jean Despres, Coty a înființat o subsidiară americană la New York care să se ocupe de realizarea și distribuția produselor sale pe piața americană. Subsidiara americană producea propriile parfumuri Coty din materii prime trimise de fabricile pariziene, evitându-se astfel perceperea unor taxe mari pe produsele de lux în Statele Unite ale Americii. Acest lucru i-a permis lui Coty să ofere prețuri mai competitive pentru produsele sale.:261 Ulterior au fost înființate subsidiare noi în Marea Britanie și în România.
Coty și-a extins în curând linia de produse, incluzând produse cosmetice și de îngrijire a pielii, și a creat o rețea vastă de distribuție în Europa, Asia și America Latină. Prin 1925, circa 36 de milioane de femei din întreaga lume foloseau pudră de față Coty.:24 Produsul său cel mai popular a fost pudra de față Air-spun, lansat în 1934. Coty a colaborat cu celebrul designer de modă Léon Bakst pentru a crea modelul cutiei de pudră Air-spun.:83 A devenit atât de popular încât, curând după aceea, Coty a lansat pudra Air-spun aromată cu cele mai populare parfumuri ca L'origan și Emeraude.

## Implicarea în politică
El a fost unul dintre cei mai bogați oameni din Franța; în 1929 averea sa a fost estimată la 34 milioane de dolari. Încă de la început, Coty a dorit să-și folosească averea pentru a obține sprijin politic și a influența opinia publică. În 1923, după o cursă strânsă, el a fost ales senator al regiunii Corsica, dar victoria sa a fost de scurtă durată. Senatul Francez a anulat alegerea sa în 1924, după ce au apărut acuzații de mituire a electoratului. Pierderea mandatului de senator l-a enervat pe Coty și l-a întors împotriva celei de-a Treia Republici.:117
În 1922 Coty a cumpărat Le Figaro, un prestigios ziar conservator cu cititori din clasa superioară. Coty a schimbat numele ziarului în Figaro și a mutat sediul său în Rond-Point des Champs-Elysées.:147 Jurnalul, odinioară conservator moderat, a adoptat o poziție de extremă dreaptă pe teme politice și economice. Figaro a tipărit multe articole anticomuniste și a fost cunoscut prin opoziția sa puternică față de guvern. Opiniile extreme ale lui Coty au determinat curând înstrăinarea cititorilor săi și tirajul lui Figaro a intrat în cădere liberă.:148
În 1926 Coty a colaborat cu primul ministru Raymond Poincaré la crearea unui fond pentru stabilizarea monedei franceze. El a împrumutat 100 de milioane de franci guvernului francez, dar nu și-a recuperat niciodată datoria. În ciuda generozității sale, Coty a fost exclus din grupul desemnat să supravegheze fondul, probabil din cauza opiniilor politice controversate. Dezamăgit încă o dată de guvernul francez, Coty a urmărit răsturnarea regimului politic. :178
În 1928 Coty a lansat L'Ami du peuple, un ziar destinat clasei muncitoare. Având un preț mult mai mic decât ziarele concurente, el a câștigat curând un public numeros. În L'Ami du peuple, Coty a susținut stabilirea unui guvern bonapartist.
Într-o lungă serie de articole publicată în L'ami du peuple, el i-a acuzat pe bancherii și finanțatorii ; pe 1 iulie 1933, el a fost găsit vinovat în instanță de calomnie împotriva veteranilor de război evrei din Franța.
Coty a oferit sprijin financiar unui număr mare de organizații de extremă dreaptă precum Faisceau, și Croix-de-Feu, o organizație a veteranilor din Primul Război Mondial; cu toate acestea, el a încetat să le mai sprijine după câțiva ani. În 1933 a fondat Solidarité Française, condusă de  Maurice d'Hartoy. 
El a murit în 1934.
Stadionul François Coty din Ajaccio a fost numit după el.

## Viața personală
Coty și Yvonne au avut doi copii, Roland și Christiane. Deși era căsătorit, Coty era faimos pentru numeroasele sale amante și copii nelegitimi.:23 El își găzduia iubitele în Hotelul Astoria din Paris și le oferea bani și cadouri generoase. Prima sa amantă, ce a devenit ulterior cea de-a doua soție, a fost Henriette Dieudé, o fostă angajată a companiei cu care a avut cinci copii. Viața amoroasă a lui Coty a fost mediatizată pe larg în ziarele liberale franceze, ceea ce i-a dăunat imaginii publice.
Coty a avut o înclinație pentru dobândirea și remodelarea proprietăților. Prima achiziție majoră a fost Château de Longchamp în 1906, în apropiere de Bois de Boulogne, ce i-a aparținut mai demult celebrului arhitect francez Georges Haussmann. Coty a folosit clădirea pe post de laborator pentru cercetarea și realizarea aromelor, ca și pentru proiectarea sticluțelor, ambalajelor și produselor publicitare. Clădirea a fost renovată și avea o cupolă de sticlă realizată de Lalique și un turn de piatră proiectat de Gustave Eiffel.:67
În 1912, el a cumpărat Château d'Artigny din apropiere de Tours și a început să-l reconstruiască. Într-o perioadă de 20 de ani, Coty a reconstruit d'Artigny într-un mod grandios, amenajând bucătării cu aspect personalizat și săli de bal și dispunând realizarea unei fresce mari în care apăreau el însuși, familia, prietenii și chiar și amantele lui.:77 În 1920, el a locuit cu familia sa într-o vilă de pe Avenue Raphael din Bois de Boulogne, pe care Coty a reconstrui-o cu pereți din sticlă, o balustradă și un plafon de sticlă proiectat de Lalique.:207
Cea mai faimoasă achiziție a lui Coty a fost pavilionul de vânătoare de la Louveciennes, din apropiere de Saint-Germain-en-Laye, proiectat de Claude Nicolae Ledoux pentru Madame du Barry, amanta regelui Ludovic al XV-lea. Coty a reconstruit clădirea după planul original al lui Ledoux, dar a lărgit-o pentru a include un laborator de parfumuri și un al treilea etaj.:127 El a achiziționat, de asemenea, Château Saint-Hélène din Nisa, Vila Namouna din Beaulieu-sur-Mer și Le Scudo din Ajaccio, Corsica. Deși el a deținut mai multe reședințe mari, Coty a locuit adesea într-un hotel de pe Champs-Élysées. A dus o existență retrasă, ferindu-se de mulțime și ascunzându-se în spatele imaginii sale publice.
După 1929, averea lui Coty a început să se diminueze considerabil. Publicațiile Figaro și L'Ami du peuple pierdeau bani de ani de zile, iar afacerile cu parfumuri au fost afectate de crahul de pe Wall Street din 1929. Divorțul său a contribuit totuși cel mai mult la ruina financiară a lui Coty.
În 1929, Yvonne a divorțat de Coty și s-a căsătorit cu Leon Cotnareanu. Acordul de divorț prevedea că Coty urma să-i plătească fostei sale soții câteva milioane de franci în trei rate, dar în 1931 Coty nu a făcut ultima plată, invocând dificultățile financiare. În următorii ani, instanțele s-au pronunțat în favoarea lui Yvonne și i-au acordat dreptul de proprietate asupra unei părți mari din averea și din ziarele lui Coty.:207
El a murit în 1934, la casa lui din Louveciennes, din cauza pneumoniei și a complicațiilor survenite după un anevrism.:216
În 1963, Yvonne a vândut Coty Inc. trustului farmaceutic gigant Pfizer, cu condiția ca nici un membru al familiei Coty să nu fie implicat în conducerea companiei.:276 Sub administrarea Pfizer, compania a început să-și distribuie parfumurile aproape exclusiv prin farmacii, în loc să o facă prin magazine cum o făcuse anterior. În 1992, Pfizer a vândut Coty către compania germană Joh. A. Benckiser GmbH, care o deține și în prezent.:284

## Parfumuri create de Coty
François Coty a fost un pionier în domeniul parfumeriei, creând nenumărate parfumuri celebre, dintre care multe sunt păstrate în arhivele Osmothèque. Printre cele mai cunoscute parfumuri create de el sunt:
- La Rose Jacqueminot 1904: un parfum floral cu aromă de trandafir Jacqueminot Rose
- L'Origan 1905: (The Golden One) un parfum floral oriental
- Ambre Antique 1905: un parfum cu o aromă ușoară de ambră
- L'Ambréine 1906
- Jasmin de Corse 1906
- La Violette Pourpre 1906
- L'Effleurt 1907
- Cologne Cordon Rouge 1909
- Cologne Cordon Vert 1909
- Muguet 1910: (Lily of the Valley)
- Lilas Blanc 1910
- Styx 1911
- Au Coeur des Calices 1912
- L'Or 1912
- Cyclamen 1913
- L'Entraînement 1913
- Iris 1913
- Héliotrope 1913
- Jacinthe 1914
- Lilas Pourpre 1914
- La Violette Ambrée 1914
- L’Oeillet France 1914
- Chypre 1917: numit după insula Cipru, Chypre este bazat pe o combinație de bergamot, lichen de prun și labdanum. Chypre a fost unul din marile succese ale lui Coty și a dat numele unei familii întregi de parfumuri. Compoziția sa inedită a dat naștere mai multor variante precum Mitsouko a lui Guerlain, Bandit al lui Robert Piguet și Chanel Pour Monsieur.
- La Feuillaison 1920
- Émeraude 1921: (Emerald) un parfum oriental, Émeraude are o compoziție similară cu cea a parfumului Guerlain Shalimar, care a fost lansat în 1925
- Idylle 1922
- Paris 1922: un parfum floral
- Le Nouveau Cyclamen 1922
- L'Aimant 1927 (The Magnet) un parfum aldehidic floral, despre care s-a spus că ar fi răspunsul lui Coty la Chanel No. 5